# يوأنس الثالث عشر (بابا الإسكندرية)
البابا  يوأنس الثالث عشر بابا الإسكندرية بطريرك الكنيسة القبطية الأرثوذكسية الرابع والتسعون (1484 –1524). في مدته تولى الملك الأشرف وتولى بعده سبعة ملوك آخرين كان آخرهم العادل طومان باى أبن أخى قانصوه الغورى الذي قتله السلطان سليم خان ملك القسطنطينية (سليم الأول السلطان التركي) ، وبموته أنقطعت دولة الجراكسة وبطلت السلطنة من مصر وصارت تابعة للمملكة العثمانية تحوّلت مصر أثنائها إلى ولاية تابعة للإمبراطورية العثمانية.
عاش البابا فقيرًا من الناحية المادية، وله كثير من المؤلفات في طقوس الكنيسة وفي تعاليمها تزود بها أهل عصره.
ظل المقر البابوي كما هو في كنيسة السيدة العذراء بحارة زويلة حيث دفن أيضًا مع سابقيه.

## اختياره
في أيام حكم قايتباي السلطان المملوكي الذي اتسم عهده بالهدوء النسبي في الصراع بين المماليك، اتفقت آراء الأساقفة والأراخنة بعد خمسة شهور من نياحة يوأنس الثاني عشر على اختيار الراهب المتوحد «يوحنا» الملقب بابن المصري المولود في صدفا بمديرية أسيوط، وتمت رسامته في 10 فبراير 1484م في كنيسة السيدة العذراء بحارة زويلة المقر البابوي آنذاك، وحمل اسم سلفه «يوأنس» بلقب الثالث عشر.

## جسد القديس مرقوريوس
قام يوأنس بإحضار جسد القديس مرقوريوس أبي سيفين إلى الكنيسة المكرّسة باسمه في مصر القديمة بدرب البحر في سنة 1488م.

## دور الكنيسة مسكونيًا
وجه خطابًا بابويًا إلى أساقفة قبرص والخمس مدن الغربية وأثيوبيا. وهو الذي رسم أسقفا قبرصيًا هو الأنبا ميخائيل القبرصي مطرانًا قبطيًا على قبرص ورودس، ولا زال التأثير القبطي واضحًا في نقوش الكنائس والقصور فيهما حتى يومنا هذا، ولا زالت إحدى الكنائس هناك باسم القديس أنطونيوس ويوجد دير يحمل اسم أنبا مقاريوس وهو «سوري اجار» (دير أنبا مقار). وكان القبط آنذاك أحد فئات الشعب وضمن الإحصاء العام الذي اضطلع به التُرك بعد حكمهم الجزيرة لتحديد الضرائب.وهو أيضاً الذي اعاد جسدابوسيفين[[جرجس عادل)

## إيبارشيات المدن الغربية
يذكر المؤرخون أن المسيحية انتهت تمامًا في الخمس مدن الغربية في بابوية الأنبا يوأنس السادس زمن حكم صلاح الدين الأيوبي، بعد أن كانت من أهم المراكز المسيحية التابعة للكرسي السكندري وكانت إبروشياتها عامرة تشغلها الأساقفة. لكننا نجد للقبط أسقفًا في عهد البابا يوأنس الثالث عشر حتى دخول العثمانيين شمال أفريقيا في العقد الثاني من القرن السادس عشر الميلادي وكان اسمه «قرياقوص»، وقد ترك هذا الأسقف إيبارشيته وعاد إلى مصر بعد الحكم العثماني لها وذهب إلى دير السيدة العذراء الشهير بالسريان حيث قضى بقية حياته. ونعرف من إيبارشيات المدن الغربية ما يلي: أفريقية وبرقه وبرنيقه وطرابلس الغرب ومراقية في ليبيا وتونس ودرنة وقابس وقيروان في تونس.

## أثيوبيا
تعذر على البابا السكندري إرسال مطران قبطي - كالعادة - لأولاده الأثيوبيبن بسبب الخصومات بين سلاطين مصر المماليك وملوك أثيوبيا، مما دفع داود الثاني ملك أثيوبيا إلى مخاطبة البرتغال لتعيين أسقف وفعلاً رسم الحبر الروماني أسقفا للأثيوبيين، والعجيب أنه سماه «بطريرك الإسكندرية» وكان برتغاليًا اسمه (بواز بارموداز Poaz Parmodaz) رغم ما في ذلك من تَحَدٍّ واضح وصريح للأصول الأخوية ولقوانين المجامع المسكونية خصوصًا مجمع نيقية. ولكن أصلحت الأحوال وأرسل داود الملك الأثيوبي أميرين أثيوبيين أحسن قانصوه الغوري استقبالهما واستقبلهما البابا المصري بالترحيب ووعدهم بإرسال أسقف مصري.

## متناقضات
ففي الوقت الذي عاش فيه الأقباط مع المسلمين في سلام إبان حكم قانصوه الغوري، وظهر ذلك في تعييدهم معًا بوفاء النيل وعيد النيروز، وازدهار هندسة البناء وزخرفة المباني والهندسة الزراعية وتقدم الطب خصوصًا طب العيون، إلا أن القبائل العربية المقيمة في الوجه القبلي على ديري الأنبا بولا والأنبا أنطونيوس وحطموا كل ما فيها بعد أن قتلوا الرهبان، وكانوا كلما احتاجوا إلى وقود كانت الكتب المقدسة والمخطوطات والكتب الكنسية هي زاد هذا الوقود، ولا زال أثر الحرائق واضحًا على رسوم وجدران الديرين،
وبالرغم امتداد حكم المماليك لفترة طويلة واتساع سلطانهم إلى سوريا وقبرص والحجاز، ورغم أندحار الصليبيين والمغول على أيديهم، إلا أن المصريين لاقوا صنوفًا من الظلم والمذلّة والضرائب الباهظة من السادة المماليك بالإضافة إلى الفتن والاضطرابات الداخلية، وكان القبط أوفر حظًا في تلك الإساءات التي امتدت إلى تدمير الأديرة والكنائس من أشهر الأديرة التي دمرت في هذه الحقبة: دير القصير - قلته - وكانت به أيقونات لمريم العذراء. دير مار يوحنا ودير أبي مينا بمغارة شقلقيل على أعلى الجبل يطل على النيل ناحية منفلوط. دير بقطر بمحاجر أبنوب، ودير أبو هرمينا الراهب الناسك، ودير السبعة جبال بأخميم، ودير أنبا بسادة أو بشادة من علماء النصارى. دير نهيا بالجيزة، دير إيسوس وله عيد في 15 بشنس وفيه بئر يعرف باسم إيسوس يفيض ماؤه في عيده، والعجيب أن هذا الدير كان أول من أعطى المصريين فكرة عمل مقياس لفيضان مياه النيل، إذ أن ارتفاع الماء في هذا البئر كان هو نفسه الارتفاع الطبيعي لفيضان نهر النيل. دير يحنس القصير على رأس الجبل غربي أسيوط. لم يفلت من التخريب سوى الدير الذي آوى السيدة العذراء مريم مع رب المجد في طفولته ويوسف النجار - دير العذراء بجبل درنكة بأسيوط أو دير قرية النصارى الصعايدة، ودير موشة خارج أسيوط وقد أقيم على اسم «توما الرسول الهندي». وكانت القبطية الصعيدية لهجة تلك المنطقة كما أنهم كانوا متبحّرين في القبطيات واللغة الرومية. من الكنائس التي أصابها التخريب كنيسة بومينا الحمراء، أما كنيسة الألزهري التي كان بها كثير من النصارى فقد حفر الرعاع حولها من جميع الجوانب حفر عميقة حتى تقع وحدها دون تخريب، ولكن الرعاع انتهزوا فرصة صلاة الجمعة والشوارع شبه خاوية وتركوا الصلاة وتسلقوا الكنيسة وخربوها عن آخرها، وأخذوا ما بها من تراث وستور وصور وجرار خمر شربوها وباعوا ما فضل عنهم وهم مترنحين. وخرجوا منها إلى كنيسة دير للبنات فكسروا أبوابها وسبوا البنات وحرقوها. وكنيسة أخرى في أخميم كان اسمها «إيسوتير» (المخلص) وكان فيها بئر إذا وُضع ماؤه في القنديل صار أحمرا كالدم. وكانت جميع الكنائس التي خربت مائة وستين كنيسة، ولم يبقَ منها سوى أربع كنائس. وعندما كانت الكنائس تخرب كانت البيوت تفتح للصلاة.

## مقتل الهوري
توفي بستفروس الهوري في أوائل القرن السادس عشر (في سنة 1512 م) وكان اسمه (بستفروس أي صليب) بعد أن صلبوه على صليب من خشب داروا به شوارع القاهرة فوق جمل، كأمر قضاة المسلمين الأربعة، وقطع السياف رأسه بعد أن قال: "إنني عشت نصرانيًا وأموت نصرانيًا".وقد أهتم البابا يوأنس الثالث عشر " بتكفينه وأودعوه كنيسة السيدة العذراء الأثرية بحارة زويلة بالقاهرة.

## مواضيع مرتبطة
- الكنيسة القبطية الأرثوذكسية

| سبقه يوأنس الثاني عشر | بطريرك الإسكندرية 1484 – 1524 | تبعه غبريال السابع |